# Lucía Rodríguez Cabrera
Lucía Rodríguez Cabrera (Montevideo, 3 de abril de 1981) es una actriz, comediante y presentadora de televisión uruguaya.

## Biografía
Rodríguez nació en Montevideo en 1981, como hija de un piloto de la Fuerza Aérea Uruguaya y de una trabajadora del INAME (Instituto Nacional del Menor; actual INAU); tiene dos hermanos. A los siete años se trasladó con su familia a Rivera, donde vivió hasta los quince. Estudió teatro con Imilce Viñas y Pepe Vázquez.

### Carrera
Trabajó en la publicidad de perfumes, como traductora de portugués y en atención al cliente de la Administración Nacional de Telecomunicaciones (ANTEL). En 2008 debutó en el carnaval, como integrante de Los Carlitos.
Entre 2013 y 2014 fue parte de la revista La Compañía. En 2016 formó parte de Revista House que ganó el Concurso Oficial del Carnaval en la categoría "revista", y debido a la cual Rodríguez fue galardonada con el premio a la "figura de Revistas".
Ese año protagonizó junto a Germán Medina la obra teatral El y Ella, la cual tuvo dos secuelas en los años siguientes. En la temporada de 2019 participó en parodistas Los Antiguos, y en 2020 formó parte del elenco de Los Muchachos, conjunto que resultó ganador mejor parodistas; ese año, Rodríguez fue nominada como mejor actriz de Carnaval. Integró el elenco de Rescatate, una de las obras teatrales con más tiempo en cartelera de Uruguay.
Entre 2020 y 2022 formó parte del equipo de humoristas de la edición femenina del programa de Teledoce, La Culpa es de Colón. En junio y noviembre de 2021 mantuvo un puesto fijo de panelista en el magacín matutino Desayunos informales.
Ese año se estrenó en la conducción televisiva, como presentadora de una nueva edición de Trato hecho, la versión uruguaya de Deal or No deal.
En 2022 realizó una participación bajo el personaje de «Pop Corn» formando parte del programa ¿Quién es la máscara?, donde fue la 15.ª desenmascarada.
En febrero de 2023 interpretó a la cantante Gilda en el espectáculo de parodistas Los Muchachos, actuación por la cual fue galardonada con el premio de figura máxima de carnaval del Concurso Oficial. En febrero de 2024 fichó como presentadora de Veo cómo cantas, versión uruguaya del formato surcoreano, I Can See Your Voice.

## Televisión
| Año       | Título                | Canal    | Rol                                          |
| --------- | --------------------- | -------- | -------------------------------------------- |
| 2020-2022 | La culpa es de Colón  | Teledoce | Panelista                                    |
| 2021      | Desayunos informales  | Teledoce | Panelista                                    |
| 2021-2024 | Trato hecho           | Teledoce | Conductora                                   |
| 2022      | ¿Quién es la máscara? | Teledoce | Participante; "Pop Corn" 15.ª desenmascarada |
| 2024      | Veo cómo cantas       | Teledoce | Conductora                                   |
| 2025      | Tu cara me suena      | Teledoce | Jurado                                       |

## Teatro
| Año       | Título                           | Dirección      |
| --------- | -------------------------------- | -------------- |
| 2016      | Él y ella[18]                    |                |
| 2017      | Poderosa[19]                     |                |
| 2017-2018 | Él y ella, y un bebé[20]         | Federico Longo |
| 2018      | Minas - El Show[21]              | Federico Longo |
| 2019      | Él y ella, terapia de pareja[22] |                |
| 2020-2022 | Antes muerta que sencilla[23]    | Federico Longo |
| 2022      | Disculpadas[24]                  | Federico Longo |
| 2023      | Lucía Rodríguez[25]              | Federico Longo |

## Vida personal
Entre 2015 y 2020 mantuvo una relación con el también comediante, Germán Medina, con quien tuvo un hijo: Mateo. A su vez, tiene otro hijo, Felipe, fruto de un vínculo anterior.Actualmente mantiene una relación con el cantante e integrante de Los Muchachos, Diego Iraola.